# Békés vármegyei labdarúgó-bajnokság (első osztály)
A Békés vármegyei első osztály a megyében zajló bajnokságok legmagasabb osztálya, országos szinten negyedosztálynak felel meg. A bajnok az NB III-ba jut fel, míg a kiesők a Vármegye II-be esnek ki.

## Csapatok
2023/2024-ben az alábbi csapatok szerepelnek a bajnokságban:
| Csapat                   | Település     |
| ------------------------ | ------------- |
| Gyomaendrődi FC          | Gyomaendrőd   |
| Békéscsaba 1912 Előre II | Békéscsaba    |
| Gyulai Termál FC         | Gyula         |
| Jamina SE                | Békéscsaba    |
| Medgyesbodzás SE         | Medgyesbodzás |
| Mezőhegyesi SE           | Mezőhegyes    |
| Nagyszénás SE            | Nagyszénás    |
| OMTK-ULE 1913            | Orosháza      |
| Szarvasi FC 1905         | Szarvas       |
| Szeghalmi FC             | Szeghalom     |

## Külső hivatkozások
- Beol.hu
- Megyeifoci.hu
- MLSZ